# ياكوفليف ياك-3
كانت ياكوفليف ياك-3 (بالروسية:Як-3) مقاتلة سوفيتية خلال الحرب العالمية الثانية. لقد كانت واحدة من أصغر وأخف المقاتلات خلال الحرب. بعد نهاية الحرب، انضمت إلى القوات الجوية اليوغسلافية.

## المشغلون
فرنسا
(فرنسا الحرة)
 بولندا
القوات الجوية البولندية
 الاتحاد السوفيتي
القوات الجوية السوفيتية
 يوغوسلافيا
القوات الجوية اليوغسلافية